# Deutscher Sonderweg
Die These vom Deutschen Sonderweg, auch Sonderwegsthese genannt, besagt, dass sich die Entwicklung demokratischer Strukturen in Deutschland wesentlich vom europäischen Regelfall unterscheide, der unter anderem von Frankreich und Großbritannien repräsentiert werde. Diese Sonderentwicklung sei aus der Geschichte Deutschlands ableitbar. In der Geschichtswissenschaft ist es strittig, ob es sich dabei wirklich um einen Sonderweg handelt oder nur um einen Eigenweg. Die These vom Sonderweg setze voraus, dass es eine Norm für die historische Entwicklung zur liberalen Demokratie gebe.

## Charakteristika
Hans-Ulrich Wehler, der im Rahmen der Methodologie der Historischen Sozialwissenschaft eingehend die These eines deutschen Sonderwegs untersucht hat, beschreibt die Entwicklung des preußisch dominierten Deutschen Reiches bis zum Ende der Weimarer Republik als „eigentümliches Spannungsverhältnis zwischen Tradition und Moderne“. Er wendet dabei eine Denkfigur aus dem Kaiserreich, nach der Deutschland aufgrund eines spezifischen Sonderwegs den westlichen Gesellschaften überlegen sei, in ihr radikales Gegenteil: Der deutsche Sonderweg sei in Wahrheit Ausdruck eines strukturellen Modernisierungsdefizits und führte letztlich in den Nationalsozialismus.
Mit dem Begriff „Deutscher Sonderweg“ verbindet sich darüber hinaus die Vorstellung, Führungsschichten hätten in Deutschland, vor allem im 19. und frühen 20. Jahrhundert, eine verfehlte, unflexible und bisweilen anachronistische Politik verfolgt. Diese Politik sei vor allem durch eine antiparlamentarische und antidemokratische Haltung sowie die grundsätzliche Verweigerung und Ablehnung gegenüber vom Volk ausgehenden, liberalen und sozialen Erhebungen gekennzeichnet (Sozialistengesetze), was zu einem fehlerhaften kulturellen Überlegenheitsgefühl und einem übersteigerten Nationalgefühl der Deutschen geführt habe. Das sei auf die bereits erwähnte kategorische Ablehnung liberaler und parlamentarischer Bewegungen durch die preußische Führung zurückzuführen, die ihren Machtbereich innerhalb des deutschen Raumes ausdehnen und die Monarchie unbedingt beibehalten wollte. Vor allem die Politik Preußens habe die gesamtdeutsche Entwicklung seit 1814/15 geprägt.
Der Anfang des Sonderwegs lässt sich zurückführen zum einen auf die Kleinstaaterei im Heiligen Römischen Reich Deutscher Nation (im Gegensatz zu den zentralisierten Königreichen England und Frankreich) der frühen Neuzeit und zum anderen auf den aufgeklärten Absolutismus Preußens und Österreichs, der zum Teil Reformen vorwegnahm, die in Frankreich erst durch die Französische Revolution erreicht wurden. Möglicherweise förderte dies in Deutschland die Autoritätsgläubigkeit des Bürgertums.
Eine weitere wichtige Phase in der Entstehung des Deutschen Sonderwegs sei die Weimarer Klassik, als Alternative zur gewaltsamen bürgerlichen Revolution in Frankreich. Johann Wolfgang von Goethe (Minister in Weimar von 1779 bis 1786) und Friedrich Schiller, die in ihrer Jugend (Sturm und Drang) zunächst das „Originalgenie“ verherrlicht hatten, suchten im reiferen Alter angesichts der französischen revolutionären Terrorherrschaft nach einer Alternative, in Form einer durch ästhetische Bildung beförderten Hebung der allgemeinen moralischen Gesinnung in Adel und Bürgertum (vgl. Schillers Über die ästhetische Erziehung des Menschen von 1795). Wie in anderen europäischen Staaten entwickelte sich auch in Deutschland ein Bildungsbürgertum, das Aufstiegschancen für Bürger und Rückzugsgebiet für Adelige darstellte.

## Vorstellung vom besonderen Wert Deutschlands: Kultur gegen Zivilisation
Die Unterschiede einer spezifisch deutschen Entwicklung zu der seiner westlichen Nachbarn waren andererseits auch als Zeichen für einen besonderen Wert der Deutschen angenommen worden und insofern stark positiv besetzt.
Seit Germaine de Staëls De l’Allemagne (1813) kompensierten viele Deutsche ihre Unterlegenheitsgefühle gegenüber den westlichen Nationalstaaten damit, dass sie sich als „Land der Dichter und Denker“ unter Verweis auf Goethe und Immanuel Kant kulturelle Überlegenheit zuschrieben. Kant hatte dabei den Begriff der Kultur als einer moralischen Lebenshaltung gegen den der an materiellem Wohlbefinden orientierten Zivilisation abgegrenzt. Dabei wurde Kultur als die geistigere, seelisch tiefergehende Form des Zusammenlebens angesehen und der als oberflächlich abgewerteten Zivilisation gegenübergestellt. Besonders zugespitzt vertrat diese Vorstellung während des Ersten Weltkrieges Thomas Mann in seinen Betrachtungen eines Unpolitischen.
Diese Vorstellung ist auch als Abwehr gegen das als Kampfbegriff verwendete Verständnis von Zivilisation gerichtet. Denn in der deutschen Sprache sind viele positive Konnotationen mit Kultur verbunden, die im Französischen und Englischen mit civilisation/civilization verbunden sind, insbesondere die Vorstellung der höchsten Stufe der Entwicklung einer Gesellschaft (so ist oft civilization – etwa in Samuel P. Huntingtons clash of civilizations – mit Kultur zu übersetzen).
Während das (französische) Konzept „Zivilisation“ von der universalen Geltung der Menschenrechte – formuliert in der Erklärung der Menschen- und Bürgerrechte – ausgeht, betonte das deutsche Konzept der Kultur die Partikularität unterschiedlicher kultureller Lebensäußerungen im verbundenen Nebeneinander gleich existenzberechtigter Einheiten (auch: Föderalismusprinzip). Diese Sichtweise spiegelt die deutsche Situation der extremen Zersplitterung in nichteinheitliche Regionen (Kleinstaaterei) wider, im Gegensatz zum politischen Zentralismus in Frankreich.
Die Logik des Sonderwegs im Selbstverständnis deutscher Selbstvergewisserung drückte sich aus in den „Ideen von 1914“, dem „Versuch der uneingeschränkten Rechtfertigung der deutschen Kriegspolitik“. Die deutschen aristokratischen Eliten sahen sich hierbei ideologisch „eingeklemmt“ zwischen den modernen kapitalistischen Klassengesellschaften Frankreichs und Englands und der zaristischen Autokratie Russlands. Sie beschworen daher „eine alle Klassen einschmelzende, konfliktfreie, harmonische ‚Volksgemeinschaft‘, die – von der kompetenten bildungsbürgerlichen Bürokratie dirigiert und von der starken preußisch-deutschen Militärmonarchie geschützt – in der Feuerprobe des Krieges wie ein Phönix emporsteigen werde.“ (zitiert nach Wehler, 2003, S. 17f.). Der deutsche Adel versuchte sich nach dem unvermeidlichen Verlust tatsächlicher Macht durch die Aufwertung seiner sozialen Rückzugsgebiete (Hochschulen, Verwaltung und Militär) einen Resteinfluss zu bewahren, der zumindest das Fortdauern des gewohnten Lebensstils ermöglichte. Die Idee der „antikapitalistischen, antiliberalen, konfliktfreien ‚Volksgemeinschaft des nationalen Sozialismus‘, welche die Antagonismen der Klassengesellschaft überwinden sollte“ taucht später in radikalisierter Form in der Ideologie des Nationalsozialismus wieder auf.
Nach dem Zusammenbruch der Herrschaft des Nationalsozialismus wurde die Vorstellung vom Sonderweg zunehmend negativ verstanden. Während bis 1945 auf eine überlegene Andersartigkeit verwiesen wurde, rückten nun mögliche deutsche Modernisierungsdefizite in den Fokus der Darstellungen.

## Beispiele
Im Zusammenhang mit einem „Deutschen Sonderweg“ wurden folgende Thesen in die Debatte eingebracht:
- Die Industrialisierung. Durch eine in die Jahre gekommene, konservative Wirtschaftspolitik, die sich an Zünften orientierte und die Entfaltung der Industrialisierung im deutschen Raum hemmte, fand eine wirkliche industrielle Revolution erst 30 bis 40 Jahre später statt als in Großbritannien.
- Demokratie- und Bürgerbewegungsfeindlichkeit der deutschen Eliten und der Führung. Die Französische Revolution war der Beginn eines Demokratisierungsprozesses in Europa. Der Versuch der nationalen und liberalen Bewegung in Deutschland, mit der Märzrevolution von 1848 ein parlamentarisches System einzurichten, scheiterte. Stattdessen entstand aufgrund borussianischer Weltanschauung mit der Reichsgründung 1871 ein monarchischer preußisch-deutscher Staat, der zudem in dieser Form das europäische Mächtegleichgewicht störte, dessen Erhaltung eines der fundamentalen Ziele des Wiener Kongresses gewesen war. Einheit und Freiheit wurden nicht wie in anderen Staaten zusammen verwirklicht, das Bürgertum arrangierte sich im Kaiserreich mit dem Obrigkeitsstaat. Das allgemeine Wahlrecht war bis 1918 durch das einzigartige preußische Dreiklassenwahlrecht eingeschränkt, wodurch die Parlamentarisierung des politischen Systems verzögert wurde, weshalb den Parteien später die Eignung zu staatstragendem Handeln fehlte (Heinrich August Winkler spricht hier von „ungleichzeitiger Demokratisierung“).
- Die Weimarer Republik. Die Novemberrevolution von 1918/19 blieb unvollständig, weil die Führer der SPD aus Furcht vor einer Linksdiktatur eine Kooperation mit den alten Eliten eingingen und deshalb die Demokratie nicht in Beamtenschaft und Militär verwurzelt wurde. Daher konnten in der Krise Großindustrielle wie Fritz Thyssen oder der einflussreiche Medienindustrielle Alfred Hugenberg dem Nationalsozialismus den Weg ebnen.
- Das Dritte Reich wird als das Extrem deutscher Sonderwegsbeschreitungen gesehen. Dessen Zusammenbruch habe zur Deutschen Teilung und somit zum Verlust des deutschen Großmachtstatus geführt. Durch äußeres Eingreifen der alliierten Siegermächte sei Deutschland umstrukturiert und künstlich, nicht aus einer eigenen Entwicklung heraus, in ein freiheitliches demokratisches System eingebunden worden. Dennoch werten Historiker wie Winkler die weitere Entwicklung der Bundesrepublik als Teil des liberal-demokratischen „Westens“ sowie die Auseinandersetzung mit der eigenen Vergangenheit als Überwindung des Sonderweges auch im Denken der Menschen, die in der friedlichen Wiedervereinigung ihren Abschluss gefunden habe.

## Kritik an diesem Konzept
In der neueren wissenschaftlichen Diskussion wird die These vom „deutschen Sonderweg“ überwiegend relativiert oder ganz verneint. Kritikpunkte sind unter anderem:
- Die Entwicklungen in der deutschen Geschichte, die als „Sonderweg“ bezeichnet werden, sind zweifelsohne deutsche Besonderheiten. Allerdings gab es kein „Normalmaß“, keine „normale“ Entwicklung in anderen Ländern. Auch in Großbritannien gab es keine lineare Entwicklung zur liberalen Demokratie. Auch andere Länder wie Spanien, Italien, Österreich oder Ungarn erlebten in den letzten beiden Jahrhunderten meist keine liberalen und demokratischen Entwicklungen, sondern Kriege, Revolutionen und politische Instabilität. Rückwärtsgewandte autoritäre Kräfte und aristokratische Eliten behielten oft große Macht. Von einer „idealen“, weil konfliktfreien und kontinuierlichen Modernisierung und Demokratisierung kann in Kontinentaleuropa tatsächlich nur im Fall der Beneluxländer und der skandinavischen Staaten sowie ansatzweise im Fall Frankreichs gesprochen werden. Weil diese Länder das Herzstück des westlichen, „abendländischen“ Europas und die Keimzelle der heutigen Europäischen Union bilden und sich Deutschland spätestens seit Gründung der Bundesrepublik (1949) politisch nach „Westen“ ausgerichtet hat, spricht Heinrich-August Winkler bezüglich der deutschen Geschichte des 20. Jahrhunderts auch von einem „langen Weg nach Westen“, ohne allerdings Klarheit darüber zu haben, was diesen „Westen“ tatsächlich ausmacht.
- Auch wer (wie Helmuth Plessner) meint, dass Deutschland eine verspätete Nation sei, müsse angeben, was der angebliche Bezugspunkt sei, so Michael Kotulla.[3]
- Frankreich, Italien und Preußen waren um 1869/1870 auf einem ähnlichen Entwicklungsstand. Die Pariser Kommune hat gezeigt, dass die innere Nationsbildung auch in Frankreich noch instabil war.[4] Die deutsche Verfassungsentwicklung ist im europäischen Vergleich mit Ausnahme der Föderalismusfrage nicht wesentlich anders gewesen.[5]
- Deutschland war 1871 saturiert, wie Bismarck es ausgedrückt hatte. Von ihm ging nicht mehr Gefahr für die Nachbarn aus als von anderen großen Nationalstaaten.[6]
- Das deutsche Bürgertum war im 19. Jahrhundert nicht so schwach wie postuliert. Vielmehr ging es in der Gesamtgesellschaft auf und verlor allenfalls an Profil, nicht aber an Einfluss. Auch ohne formelle bürgerliche Revolution (und damit Auflehnung gegen die alte Ordnung des Adels) war seit 1871 das Bürgertum die tonangebende Schicht.
- Der „deutsche Sonderweg“ ist ein Interpretationsentwurf, der die historische Entwicklung einseitig aus heutiger Sicht bewertet und normativ Aussagen („gute“ = liberale, „schlechte“ = autokratischere Regierungsform) wertend auf die Geschichte anwendet und dabei übersieht, dass Geschichte sich nicht zielgerichtet oder zwangsläufig entwickeln muss. Hingewiesen wird in diesem Zusammenhang etwa darauf, dass die Weimarer Republik durchaus auch ein demokratisches Entwicklungspotential hatte und ihr Scheitern nur eine Möglichkeit gewesen ist, nicht aber von vornherein die einzige.
- Die Theorie des „Deutschen Sonderweges“ ist auf das Engste mit dem Kontinuitätsproblem rechter politischer Strömungen in Deutschland verbunden:

„[…] daß sich zwar eine unbestreitbare politische Linie von den militant-völkischen und radikal-nationalistischen Bewegungen […] seit dem späten 19. Jahrhundert bis zum Nationalsozialismus nachzeichnen läßt, daß aber andererseits eine übergreifende Kontinuität vom traditionellen Konservatismus […] bis zu Hitler und seiner Ideologie nicht besteht.“

Das große Manko der Sonderwegsthese sind vor allem fehlende transeuropäische Studien unter Einschluss Japans und der USA zu radikalem Nationalismus-Chauvinismus und Militarismus. Erst auf der Grundlage dessen ließe sich ein fundiertes abschließendes Urteil fällen, wobei eine Tendenz heute schon klar erkennbar ist. So steht überdies die Sonderwegsthese mit der „Singularitätsthese“ in engem Zusammenhang.